# Узунтала
Узунтала (груз. უზუნთალა) — село в Грузії.
За даними перепису населення 2014 року в селі проживає 1786 осіб.